# Lucio Cecilio Metello Calvo
Lucio Cecilio Metello Calvo (in latino Lucius Caecilius Metellus Calvus; 200 a.C. o prima del 178 a.C. – dopo il 136 a.C.) è stato un politico romano durante l'epoca repubblicana.

## Biografia
Suo padre fu Quinto Cecilio Metello e suo fratello Quinto Cecilio Metello Macedonico. Metello Calvo divenne prima pretore, nel 142 a.C. console e governatore della Spagna dove combatté, senza successo, contro Viriato. Divenne proconsole della Gallia Cisalpina nel 141 a.C., mentre fu legatus nel 140 a.C. e nel 139 a.C. Nello stesso periodo Calvo si recò come ambasciatore in alcuni stati orientali.
Ebbe due figli, Lucio Cecilio Metello Dalmatico e Quinto Cecilio Metello Numidico, e una figlia, Cecilia Metella Calva, che sposò Lucio Licinio Lucullo. Ebbe probabilmente un altro figlio, Quinto Cecilio Metello (lo stesso nome del padre di Calvo), ma ciò non è certo.